# Antoine Groignard
Antoine Groignard (Solliès-Pont, 4 febbraio 1727 – Parigi, 26 luglio 1799) è stato un militare e ingegnere francese, realizzatore di alcune classi di navi e responsabile della costruzione di molte unità della Marine royale. Ricoprì l'incarico di Ingegnere generale della marina nel 1782.

## Biografia

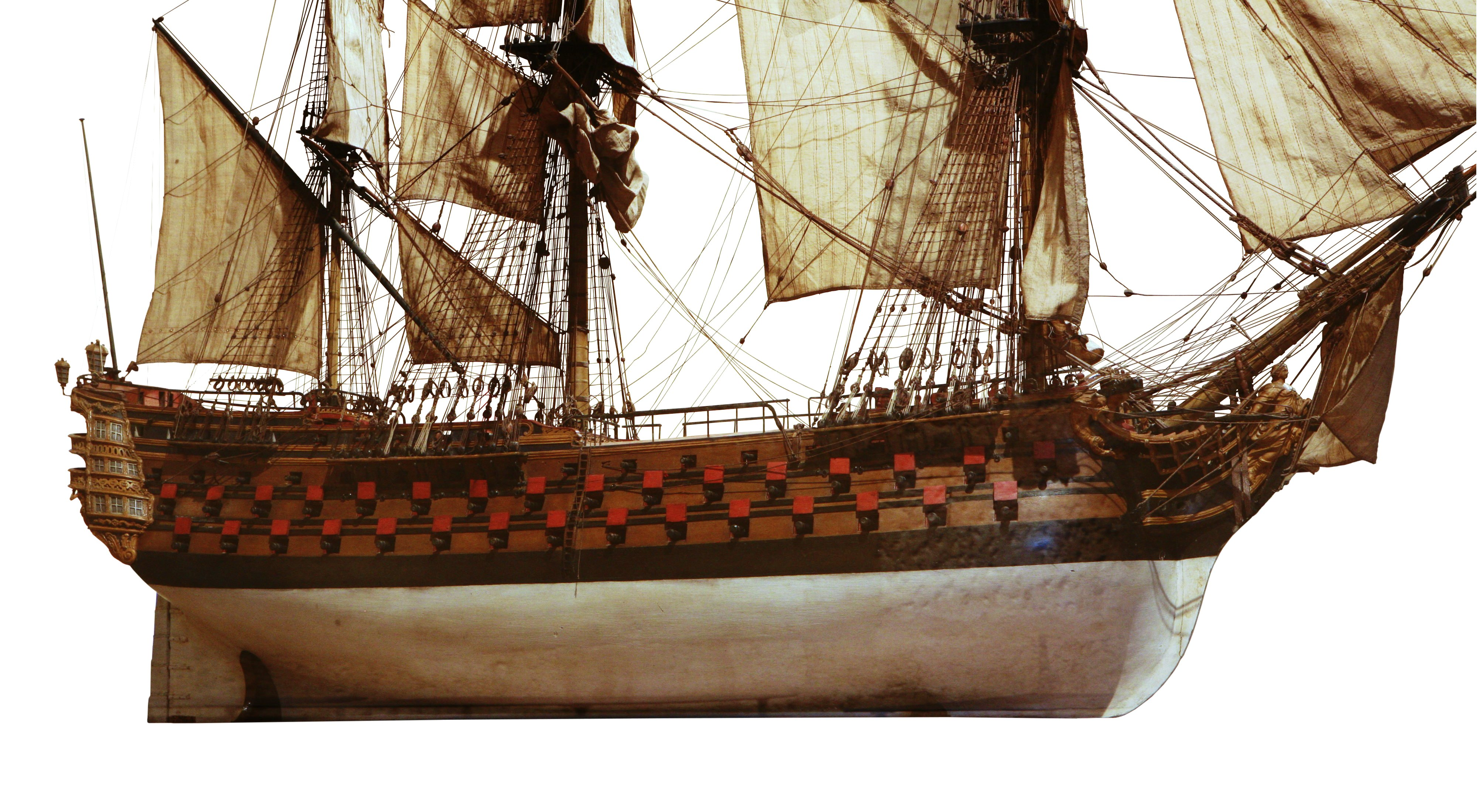
Una delle sue realizzazioni, il vascello da 110 cannoni Bretagne.

Nacque a Solliès-Pont il 4 febbraio 1727, figlio di Arnaud capitano di lungo corso della marina mercantile, pilota marittimo, idrografo e armatore, e di Elisabeth Sénès. Frequentò la famosa École des ingénieurs-constructeurs des vaisseaux royaux, creata a Tolone per volere di Duhamel du Monceau, e tra i cui allievi vi furono Joseph Marie Blaise Coulomb (1728-1803), Léon Guignace (1731-1805) e Jacques Noël Sané (1740-1831). 
Nel 1747 fu nominato assistente costruttore navale a Brest, e poi a Rochefort nel 1749, divenendo ingegnere costruttore nel 1754. Studiò la tecnica costruttiva dei bastimenti, modificando l'ordine delle coste dello scafo al fine di accrescerne la solidità. Entrato al servizio della Compagnia Francese delle Indie, progettò per essa alcuni bastimenti adatti sia al combattimento che al commercio.  Durante la guerra dei sette anni si distinse brillantemente per la difesa di Le Havre durante un attacco portato nel 1759 dagli inglesi, con l'uso di batterie galleggianti. In quello stesso anno condivise con Eulero il premio dell'Académie des Sciences per un memoriale sulla solidità dei vascelli. Nominato ingegnere costruttore capo nel 1765, vinse il premio dell'Académie de Marine per una memoria sullo stivaggio nei vascelli. L'anno successivo realizzo il vascello da 110 cannoni Bretagne,  uno dei soli due a tre ponti varati sotto il regno di Luigi XV. 
Il 7 settembre 1767 sposò la signorina Marie Élisabeth Catherine Boucher de la Boucherie.
Nel 1769 divenne membro dell'Académie de Marine, e nel 1773 fu incaricato della costruzione dei bacini dell'arsenale di Tolone, risolvendo i difficili problemi tecnici emersi nella loro realizzazione. Nel 1774 stabilì i loro principi costruttivi che consentivano di mantenere le navi asciutte per costruire o riparare i loro scafi. Nel 1778 fu il primo nel Mediterraneo a mettere in secco in un bacino di carenaggio un vascello da 74 cannoni, il Le Souverain.

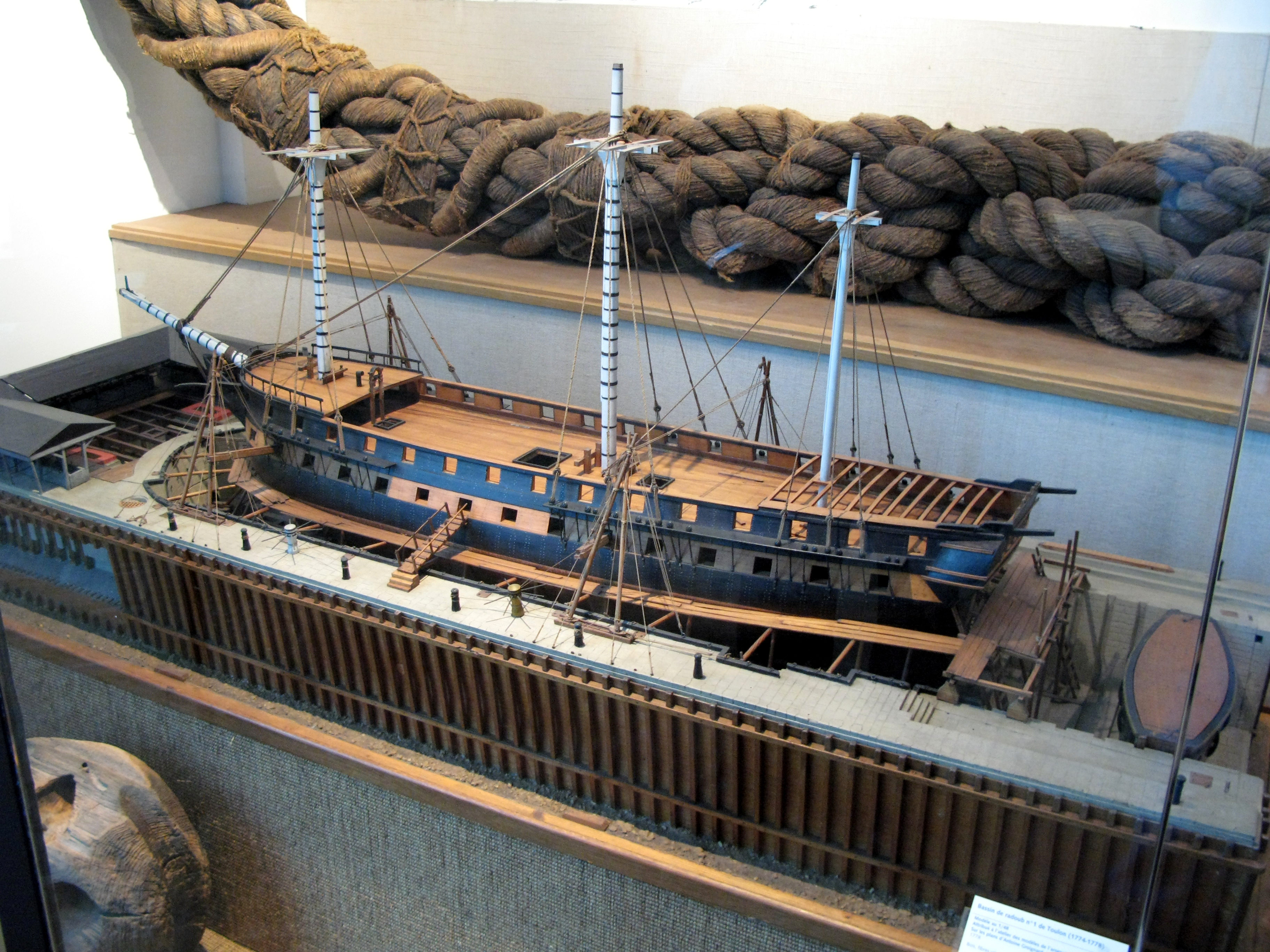
Modello del bacino di carenaggio di Tolone da lui costruito.

Divenuto consigliere del Segretario di stato alla marina, ricevette l'incarico di uniformare i piani costruttivi delle navi da guerra che venivano costruite nei vari cantieri del regno. Ricevuto un titolo nobiliare nel 1776, fu nominato Cavaliere dell'Ordine di San Luigi nel 1780. 
Nel 1782 fu nominato ingegnere generale della marina con il rango di capitano di vascello, iniziando a lavorare sui bacini di carenaggio del porto di Brest al fine di metterli in grado di ricevere le unità più grosse della marina reale.
A causa di una malattia si ritirò a vita privata nel 1790. Richiamato in servizio dopo la rivoluzione francese fu incaricato della costruzione di Port-de-Bouc (1792-1795), e di un progetto per il prosciugamento delle saline di Marignane e Saint-Mitre-les-Remparts (1793-1794). 
Nel 1796 assicurò la rimessa in efficienza del porto di Tolone, divenendone direttore nel 1798, e fu di grande aiuto al generale Napoleone Bonaparte quando quest'ultimo organizzò la spedizione in Egitto. Si spense a Parigi l'8 termidoro dell'anno VII (26 luglio 1799).
Una via di Tolone porta il suo nome.

### Annotazioni
1. ↑  Tra questi il Duc de Duras che in seguito divenne la famosa fregata americana Bonhomme Richard comandata da John Paul Jones.
2. ↑  Il processo immaginato da Groignard era particolarmente audace. Il bacino in muratura veniva costruito sotto il livello del mare, all'interno di un'enorme cassa di legno. Lunga cento metri e lata più di undici, la cassa veniva tenuta asciutta durante il lavoro per mezzo di centinaia di detenuti che pompavano tutto il giorno.

### Fonti
1. 1 2  "Antoine GROIGNARD." Geneanet. Retrieved 2017-03-26.
2. 1 2 3 4 5 6 7  Ville Sollies Pont.
3. 1 2 3 4  Ecomusee Gapeau.
4. ↑  "41AP. GROIGNARD (Antoine)." Archives nationale. Visto il 25 gennaio 2019.
5. ↑  "Rue Antoine Groignard, Toulon, France." Actualité des feuilles de route des villes de France. Visto il 25 gennaio 2019.